# Kokubun-ji (Osaka)
Le Kokubun-ji (国分寺) est un temple bouddhiste situé dans l'arrondissement Kita-ku, d'Osaka, au Japon.  Il a été fondé en 655 sous le règne de l'impératrice Kōgyoku et est affilié au bouddhisme Shingon. Il est également connu sous le nom de Nagara Kokubun-ji (長柄国分寺).